# Peter Matthew Hillsman Taylor
Peter Matthew Hillsman Taylor (Trenton, 8 gennaio 1917 – Charlottesville, 2 novembre 1994) è stato uno scrittore statunitense vincitore del Premio Pulitzer per la narrativa nel 1987 per il romanzo Ritorno a Memphis.

## Biografia
Peter Matthew Hillsman Taylor nasce l'8 gennaio 1917 a Trenton nel Tennessee.
Compie gli studi prima all'Università Vanderbilt a Nashville ed in seguito al Southwestern College di Memphis e al Kenyon College nell'Ohio.
Il suo esordio in campo letterario avviene nel 1948 con la raccolta di racconti A Long Fourth and Other Stories al quale segue due anni dopo il suo primo romanzo A Woman of Means. Negli anni Taylor alterna l'attività di scrittore a quella di professore universitario in svariati instituti e di giornalista.
Le sue opere sono apprezzate sia dalla critica che dal pubblico, in particolare The Old Forest and Other Stories riceve nel 1986 il premio PEN/Faukner mentre l'anno successivo Ritorno a Memphis ottiene il premio Pulitzer.
Insignito del Premio PEN/Malamud nel 1993, muore a 77 anni il 2 novembre 1994 a Charlottesville in seguito alle complicazioni di un ictus.

## Vita privata
Peter Taylor è stato sposato per 51 anni (dal 1943 fino alla sua morte) con la poetessa Eleanor Ross Taylor (1920-2011).

## Opere

### Romanzi
- A Woman of Means (1950)
- Ritorno a Memphis (A Summons to Memphis, 1986), Varese, Giano, 2006 - nuova ed. - Milano, Corbaccio, 2010
- In the Tennessee Country (1994)

### Racconti
- A Long Fourth and Other Stories (1948)
- The Widows of Thornton (1954)
- Happy Families Are All Alike: A Collection of Stories (1959)
- Miss Leonora When Last Seen and Fifteen Other Stories (1963)
- The Collected Stories of Peter Taylor (1969)
- In the Miro District and Other Stories (1977)
- L'antica foresta (The Old Forest and Other Stories, 1985), Roma, E/O, 1992
- The Oracle at Stoneleigh Court (1993)

### Teatro
- Tennessee Day in St. Louis (1959)
- A Stand in the Mountains (1965)
- Presences: Seven Dramatic Pieces (1973)